# 의원내각제
의회제(議會制, 영어: parliamentary system) 또는 의회민주제(독일어: parlamentarische Demokratie), 일본에서의 의원내각제(일본어: 議院內閣制)는 행정부의 성립과 존속이 의회(입법부)의 신임에 근거하는 정부 형태를 말한다.
군주제 및 대통령제와는 달리, 의회제에서는 군주나 대통령이 국가원수로서 존재할 수는 있으나 정부수반과는 분리되어 실권을 가지지 않는다. 의회제에서는 의회로부터 나온 총리가 행정부 수반으로서 내각을 구성하고 정부를 운영하며, 의회는 내각불신임권을 행사함으로써 국정에 대한 책임을 물어 내각을 해산할 수 있다.

국가별 정부 형태
— 대통령제
— 공화제 내 의원내각제
— 군주제 내 의원내각제(군주에게 실권이 거의 없음)
— 군주제 내 의원내각제(군주에게 상당한 실권이 있음)
— 이원집정부제
— 이원집정부제는 아닌, 대통령제와 의원내각제의 절충형
— 전제군주제
— 일당제

## 명칭
명칭 중에서 의원내각제는 일본어의 議院內閣制를 차용한 것이며 내각책임제(內閣責任制), 내각제(內閣制)로도 불린다. 의회제는 영어의 Parliamentary system을 옮긴 것으로 의회에 의해 정부를 구성한다는 점을 주목한 어휘이다. 내각이 국정에 관하여 의회에 책임을 진다는 점, 즉 내각불신임권의 존재에 주목하여 책임정부(영어: Responsible government)라고 부르기도 한다.

## 역사
역사상 인류 최초의 의회는 중세시대로 거슬러 올라간다. 1188년 레온 왕국의 왕 알폰소 9세가 왕국의 3개 계층의 대표들을 소집한 레온 의회를 설립함으로써 처음 등장하였다. 초기의 의원내각제 정부는 1581년 발생했던 네덜란드 독립 전쟁에서 네덜란드 의회가 당시 네덜란드와 벨기에 지역을 지배하던 스페인 왕국의 펠리페 2세로부터 주권과 입법권, 행정권을 인수함으로 인해 시작되었다.
하지만 일반적으로 현대적 의미의 의원내각제는 18세기 초에 성립된 영국의 정치체제인 웨스트민스터 시스템에서 시작된 것으로 본다. 1714년에 독일 하노버 가에서 온 조지 1세가 자식을 남기지 않고 죽은 앤 여왕의 후사를 잇게 되었으나 영어를 유창하게 하지 못함에 따라 각의를 주재하지 않게 됐고, 1721년부터 1742년까지 로버트 월폴(Robert Walpole)이 조지 1세의 신임에 따라 전권을 가지고 각의를 주재하면서 이른바 '각의의 수석'(Primius inter pares, the first in equals), 즉 총리(Prime Minister, First Minister)라는 개념이 생겼다. 1832년에는 선거법 개정이 이루어지면서 의회가 총리를 정하게 되었고 이로써 왕권에 대한 의회민주주의의 우세가 공고해졌다. 제1차 세계대전 이후 유럽에서는 의회주의의 확산이 가속되었고 특히 바이마르 공화국의 제도로부터 발전한 독일 등 유럽 대륙의 의원내각제는 웨스트민스터 체계와는 다소 구분되는 것으로, 이후 여러 국가의 내각제 성립에 영향을 끼쳤다.

### 대한민국
한반도 역사에서는 삼국시대에 제가회의, 정사암 회의, 화백회의 등의 의결기구가 존재해 재상들을 선출했지만, 귀족의 자문기구 성격이 더 강했으며, 6세기 이후 왕권이 더 강화되면서 그 한계에 다다른다. 이후 대한제국 시기에 와서 독립협회의 의회 수립 운동의 노력으로 최초의 의회 기관으로서 중추원이 설립되었으나 내각 구성권은 없었으며, 왕정파와의 대립에 의해 개의 첫날만에 폐지되었다.
대한민국 건국 이후 제헌 헌법의 초안은 서구식 양원제 의회제로 구성되었으나, 미국식 제도를 추진하던 이승만이 대통령제를 채택하지 않는다면 그 어떤 공직도 맡지 않겠다고 강하게 주장하여, 결국 제헌 헌법은 대통령제를 근간으로 하게 되었다. 그러다가 이승만이 4·19 혁명으로 대통령직에서 하야하자 1960년 6월 15일에 의회민주주의를 골자로 한 헌법 개정으로 대한민국 제2공화국이 성립하면서 대한민국에 처음으로 의원내각제가 도입되었다. 그러나 정치 혼란 끝에 몇 년 만에 박정희를 중심으로 한 개혁세력이 5·16 군사혁명을 일으켜 정권을 장악하고 헌법을 개정해 의원내각제를 폐지하고 다시 대통령제로 환원시켰고, 박정희 본인이 대통령에 취임했다. 이후 수차례 개헌을 거치면서도 여전히 대통령제가 유지되고 있다.

## 특징
의원내각제는 국가원수와 행정부 수반이 분리되어 있다. 즉, 국가원수의 권한은 대통령(공화제) 또는 군주(군주제)가 가지고, 행정부 수반의 권한은 총리가 가진다. 반면 대통령중심제는 대통령이 국가 원수이자 행정부 수반이기 때문에 국가원수의 권한과 행정부 수반의 권한을 대통령 1인이 모두 가진다. 이 점에서 의원내각제는 대통령중심제에 비해 권력이 분산되어 있다.
의원내각제는 행정부 수반을 의회에서 선출한다. 선출된 행정부 수반을 총리(또는 수상)라고 하는데, 총리는 국정에 관하여 의회에 책임을 진다. 즉, 의회는 내각 불신임권을 갖고 있어서 언제든지 총리에 대한 신임을 철회(해임)할 수 있다. 이에 대응하여 총리는 의회 해산권을 가진다. 가령 총리가 판단하기에 의회가 민심을 위배하고 있을 경우, 정부 정책의 강력한 뒷받침을 위해 더 많은 의석을 가진 여당이 필요한 경우, 자신에 대한 의회의 불신임 추진에 동의하지 못할 경우 등에 총리는 의회를 해산하고 조기 총선을 치르는 정치적 승부수를 던질 수 있다. 조기 총선에서 여당이 승리하면 총리는 자신의 직위 및 정권을 유지할 수 있지만, 반대로 여당이 패하면 정권을 잃을 수 있다.
의원내각제에서는 다수 의석을 차지한 세력이 정부를 구성한다. 그러나 단독으로 과반 의석을 차지한 정당이 없을 경우에는 둘 이상의 정당이 연합하여 과반 의석을 이룬 뒤 정부를 구성하게 되는데, 이를 연립 정부(연정)라고 한다. 또한 웨스트민스터 시스템을 채택한 국가들에는, 내각에는 참여하지 않으나 의회 내에서 여당을 신임하기로 협의하는 신임 공급(신임 보완)의 방법도 있다. 그럼에도 다수의 지지를 얻는 데 실패하고 의회에서 불신임되면 총사퇴하거나 의회를 해산하고 선거를 다시 치러야 한다.
특히 총선을 완전 비례대표제(스웨덴, 네덜란드, 덴마크 등) 또는 연동형 비례대표제로 치르는 국가들(독일, 뉴질랜드 등)에서는 정당의 지지율과 의석비율이 일치하게 되어 다당제가 정착되고, 그 결과 한 정당이 과반 의석을 차지하는 일이 거의 발생하지 않는다. 따라서 이들 국가에서는 연정이 사실상 필수이며 일상적이다. 반면 대통령중심제는 승자독식 구조이기 때문에 연정은 잘 발생하지 않는다. 이처럼 내각제는 연정이 많이 이뤄진다는 점에서 대통령중심제에 비해 권력 분산적 성격이 있다. 그러나 내각제는 보통 여대야소이므로 행정부와 입법부가 융화되는 경향이 있다는 점에서는 권력 집중적 성격이 있는데 대통령중심제에서도 여대야소가 발생할 경우 유사한 상황이 펼쳐진다.
내각제는 선거를 통해 국민들로부터 국민의 대표(의원)로 선출된 자만이 내각의 각료(총리 및 각 부 장관)가 될 수 있다. 이는 권력 행사의 민주적 정당성을 위한 것이다. 그리고 각료로 임명되더라도 의원직을 사퇴할 필요는 없다. 반면 대통령중심제는 대통령을 제외한 각 부 장관은 국민들로부터 선출된 자가 아니어도 된다. 국민들로부터 선출된 자, 즉 의원 중에서 임명할 수도 있지만, 그 경우에는 의원직을 사퇴해야 한다.
내각제에서는 정부의 법률안발의권, 각료의 의회 출석권, 각료의 의회에서의 발언권이 인정된다. 반면 대통령중심제에서는 행정부와 입법부의 권력 분립에 따라 인정되지 않는 것이 원칙이다.

## 유형
학계는 의원내각제를 크게 영국에서 발달한 웨스트민스터식과 총의제를 중심으로 한 서유럽식으로 구분한다. 또한 총리와 내각의 선출 및 임명 과정이 국가마다 상이하다.
웨스트민스터식은 주로 영연방 국가들이나 영국의 영향을 많이 받은 국가들에서 발견된다. 웨스트민스터식은 대립적 토론이 부각되며, 의회 산하 위원회보다 본회의에서의 토론과 결정이 더 중요시된다. 의회 의석도 여당과 야당이 서로 마주보게끔 배치하는 경우가 많다. 웨스트민스터식으로 분류되는 국가들 중 영국, 캐나다, 인도 등은 주로 다수대표제를 통하여 의원을 선출하고, 뉴질랜드 등은 비례대표제로 의원들을 선출하며, 오스트레일리아, 아일랜드는 선호투표제를 채택하고 있다. 그러나 어떤 선거제도를 따르든 폐쇄형 명부제는 기피하는 경향이 있다.
한편 독일, 스웨덴, 스페인 등 유럽 대륙 국가들의 내각제는 웨스트민스터식과 구분되며, 이를 서유럽식 의원내각제로 분류하고 있다. 서유럽식 의원내각제는 합의적인 토론(합의제 민주주의)을 선호하며, 의석을 부채꼴로 배치하는 특징이 있다. 또한 선거에 있어 공개형 명부제를 통한 비례대표제를 선호하며, 의결 과정에서도 본회의보다는 산하 위원회에서의 의논 비중이 더 크다. 네덜란드나 스웨덴과 같은 몇몇 국가에서는 의원이 장관으로 임명되면 의원직에서 사직해야 한다. 이 국가들에서 장관들은 의회에 참석해 토론을 하지만, 법안 투표권은 없다.

## 장·단점
| - 총리가 국정 운영 능력이 부족하다든지 또는 스캔들에 연루되어 국민들로부터 지지를 상실했을 경우 신속한 대응이 가능하다. 의회가 내각불신임권을 갖고 있어, 언제든지 총리를 사임시켜 정권을 교체할 수 있기 때문이다. 반대로, 대통령중심제는 정부(대통령)의 임기가 보장된다. 대통령이 아무리 무능하고, 스캔들에 연루되어 국민들로부터 지지를 상실했더라도 임기 중 교체가 곤란하다. 대통령에 대한 탄핵제도를 두기도 하지만, 탄핵은 보통 대통령이 중대한 법 위반 행위를 했을 때만 가능할 뿐, 국정 운영 능력 부족(무능), 국민들의 지지 상실 등의 이유로는 곤란하다. - 대통령제의 탄핵 시스템은 사법부나 상원 등의 최종 판단까지 거쳐야 하는 경우가 많아, 탄핵이 실시되기 까지 시간이 매우 오래 걸려 정권 변화가 느리다는 문제가 발생한다. 반면 의원내각제의 내각불신임제는 대통령제의 탄핵보다도 더욱 빠르게 정권을 교체시킬 수 있다. 한편 내각의 입장에서도, 현재 의회의 의석 구도가 민심하고 동떨어져 있다고 생각할 시 즉각 의회를 교체할 수 있다. - 내각제 하에서 총리와 국회의원은 임기가 보장되지 않으며, 총리가 의회해산권과 조기총선실시권을 가지고 있다. 이는 안정적인 임기를 가진 대통령제 하에서의 대통령과 국회의원과는 달리 언제든지 자신의 직위가 박탈될 수 있음을 의미하기에 대통령제보다도 더욱 국민의 목소리를 대변하려는 자세를 보이기도 한다. - 의원내각제는 특성상 연정이 일상화되어 있어 정당 간에 대화와 타협의 분위기가 조성될 가능성이 상대적으로 높고, 다양한 의견을 국정에 반영할 수 있어 다당제가 정착하기에 적합하다. 따라서 연정에 참여하는 정당의 숫자만큼 다양한 계층의 목소리가 국정에 대변될 수 있고, 선거에서 1등을 하지 못하더라도 행정 권력을 가질 수 있기 때문에 정당 간에 적대적 극한 대결은 상대적으로 덜한 편이다. 반면 대통령제 하에서는 대선에서 1등이 아니면 아무런 행정 권력을 가지지 못하게 된다면 (All or Nothing 게임) 정당 간에 다음 대선 때까지 서로를 무너뜨리기 위한 극한 대결이 펼쳐질 것이라고 예상할 수 있다. 대통령중심제에서 야당은 현 정부 및 집권당이 그저 망하길 바라며 정부 임기 내내 사실상의 반정부 투쟁에 나서며, 사사건건 정략적인 국정 발목잡기를 하려는 경향을 자주 보인다. - 의회 내에에서 정당 간 이합집산이 잦을 경우, 정부의 존속 기간이 지나치게 짧아지거나, 정국이 불안정해질 경우 국민들로부터 불신을 받게 될 수 있다. - 한편 단독으로 과반 의석을 차지한 정당이 없을 경우에는 정부의 구성을 위해서는 연정을 해야 하는데, 군소정당이 난립한 경우에는 연정 합의가 여의치 않을 수 있고, 그 경우에는 오랫동안 무정부 상태에 있을 수도 있다. - 이를 막기 위하여 기간이나 정당 성립에 있어 여러 규정을 설정해두는 내각제 국가도 많다. - 내각제에서는 극히 예외적 현상인 소수정부가 출범한 경우를 제외하곤 의회의 의석 구도가 여대야소일 수 밖에 없으므로, 의회 그리고 야당의 정부에 대한 견제가 구조적으로 약할 수 밖에 없다. - 대통령중심제에서는 국가의 두 중요한 권한인 국가원수의 권한과 행정부 수반의 권한을 1인이 모두 가지고 있어 그 행사에 일관성을 기할 수 있지만, 내각제에서는 두 권한이 서로 다른 사람에게 분리되어 있어 그 행사에 일관성을 기하기는 어렵다. |

## 채택 국가
유럽
프랑스와 보스니아 헤르체고비나, 러시아, 벨라루스, 우크라이나, 바티칸, 터키를 제외한 모든 국가가 의원내각제를 채택하고 있다. 대표적인 예로는 공화국인 독일과 오스트리아, 이탈리아, 아일랜드, 그리스, 포르투갈, 폴란드, 체코 등이 있으며, 입헌군주제로는 영국과 스페인, 네덜란드, 벨기에, 스웨덴, 덴마크, 노르웨이 등이 있다.
아메리카
캐나다, 카리브 공동체 소속 대부분 국가 등. 아메리카 대륙은 미국에서 시작된 대통령제가 주로 퍼져있다. 의원내각제를 채택한 아메리카 국가들은 대부분 영국, 네덜란드의 영향을 받았다.
오세아니아
대부분 의원내각제를 채택하고 있다. 호주, 뉴질랜드 등. 주로 영국의 영향을 받았다.
아시아
일본, 싱가포르, 인도, 파키스탄, 방글라데시, 이라크, 이스라엘, 말레이시아 등 상당수 국가가 의원내각제를 채택하고 있다. 한편 구소련권의 중앙아시아 국가들은 대통령제를 채택하고 있다.
대한민국의 경우, 4·19 혁명 직후인 1960년 6월 15일에 헌법을 개정해 대통령제에서 서유럽식 의원내각제로 개헌하였으나(대한민국 제2공화국 헌법) 곧 5·16 군사 정변를 일으킨 군부세력이 헌법을 개정하여 의원내각제를 폐지하고 대통령제로 환원시켰다.(제3공화국 헌법) 박정희 대통령의 재임기간 동안 의회의 힘이 약해지고 대통령제의 체제가 더욱 공고해졌다. 민주화 직후 개헌논의가 있었으나 현재까지 대통령제가 이어지고 있다.
아프리카
아프리카는 대통령제가 많이 퍼져있으며, 몇몇 지도자들은 권력이 집중되는 대통령제의 특징을 이용해 독재 정권을 성립하고 있다.

## 같이 보기
- 대통령제
- 이원집정부제
- 독일의 내각제

## 참고 문헌
1. ↑  "The Decreta of León of 1188 - The oldest documentary manifestation of the European parliamentary system" UNESCO Memory of the World. 2013. -2016년 11월 24일 확인
2. ↑  존 키언(John Keane): 민주주의의 탄생과 소멸(The Life and Death of Democracy), London 2009, 169-176.
3. ↑  Dr Andrew Blick and Professor George Jones — No 10 guest historian series, Prime Ministers and No. 10 (2012년 1월 1일). “The Institution of Prime Minister”. Government of the United Kingdom: History of Government Blog. 2016년 4월 15일에 확인함.
4. ↑  Carter, Byrum E. (2015) [1955]. 〈The Historical Development of the Office of Prime Minister〉. 《Office of the Prime Minister》. Princeton University Press. ISBN 9781400878260.
5. 1 2  신태훈, 《비교정부론》, 학림, 110p-115p
6. 1 2 3  황만희, 《대통령중심제와 내각제》, 사회과학논총, p81-83
7. ↑  Lijphart, Arend (1999). 《Patterns of democracy》. New Haven: Yale University Press.
8. ↑  Julian Go (2007). 〈A Globalizing Constitutionalism?, Views from the Postcolony, 1945-2000〉.   Arjomand, Saïd Amir. 《Constitutionalism and political reconstruction》. Brill. 92–94쪽. ISBN 9004151745.
9. ↑  “How the Westminster Parliamentary System was exported around the World”. University of Cambridge. 2013년 12월 2일. 2013년 12월 16일에 확인함.
10. ↑  Seidle, F. Leslie; Docherty, David C. (2003). 《Reforming parliamentary democracy》. McGill-Queen's University Press. 3쪽. ISBN 9780773525085.
11. 1 2  김호영, 《정부형태 비교》, 법학연구, 59p
12. 1 2  신태훈, 《비교정부론》, 학림, 128p-129p
13. ↑  황만희, 《대통령중심제와 내각제》, 사회과학논총, p87